# Христофор (Сулима)
Єпископ Христофор (в миру Харитон Семенович Сулима; 1734 — 18 (30) травня 1813) — український релігійний діяч. Ректор Чернігівської духовної семінарії, настоятель полкового Єлецького Успенського монастиря у Чернігові.
Єпископ Російської православної церкви, єпископ Слобідсько-Український і Харківський.

## Біографія
Походив з козацького старшинського роду Гетьманщини Сулима. Народився в родині Переяславського полковника Семена Сулими. Виховувався як військовий, служив у козацькій гвардії.
1765 прийняв чернечий постриг. Будучи монахом, слухав лекції в Києво-Могилянській академії. Був ченцем Мотронинського монастиря, потім архідияконом і ієромонахом при Переяславському архієреї Іларіоні. У цей час продовжував навчання у Переяславській семінарії.
1785 разом з єпископом Іларіоном переходить в Новгород-Сіверський.
1789 призначений ігуменом Моденського Миколаївського монастиря Новгородської єпархії.
25 грудня 1789 року зведений у сан архімандрита Гамаліївського Харлампієва монастиря, заснований гетьманом Іваном Скоропадським.
1794 переведений до Чернігова на посаду ректора семінарії та настоятеля Єлецького Успенського монастиря.
28 лютого 1798 року призначений, а 18 квітня хіротонізований на єпископа Феодосійського та Маріупольського, вікарія Катеринославської єпархії.
1799, після ліквідації єпархії, переведений на новозасновану Слобідсько-Українську та Харківську єпархію.
Активно займався розбудовою єпархіального управління новоствореної єпархії — заводив консисторію, реформував духовні правління, число яких скоротилася з 13 до 9, облаштовував Покровський монастир, малопридатний для розміщення архієрейського будинку, облаштовував кафедральний собор. Дбав про розвиток харківського Колегіуму. Сприяв розвитку новоствореного Харківського університету. За сприяння університету був нагороджений Орденом Святої Анни.
16 лютого 1813 року за станом здоров'я був звільнений на спокій в Курязький монастир з пенсією в 1200 рублів.
Помер 17 травня 1813 року і був похований в усипальниці Покровського монастиря.